# 市原市立国分寺台西小学校
市原市立国分寺台西小学校（いちはらしりつ こくぶんじだいにししょうがっこう）は、千葉県市原市西国分寺台にある公立小学校。文部科学省の学校コードはB112210004654、旧学校調査番号は121090。通称は西小（にししょう）。

## 概要
市原市北西部の五井地区に位置する。国分寺台の発展に伴う児童数の増加によって、市原市立国分寺台小学校から分離して設置された。後年、さらに児童数が増加したことから市原市立国分寺台東小学校を分離している。
校庭の真ん中には樹齢約140年のクスノキが植えられている。開校2年目の1984年4月に植えたもので、当時でさえ樹齢およそ100年の老木である。

## 沿革

### 概歴
1982年（昭和57年）に、市原市立国分寺台小学校から分離するかたちで市原市立国分寺台西小学校として開校した。当初の規模は13学級、児童数476名であった。1989年（平成元年）には、国分寺台小学校と当校のそれぞれ一部の通学区域を分離して市原市立国分寺台東小学校が開校している。千葉県教育委員会および市原市教育委員会の推進校および研究校指定を各1回ずつ受けているほか、2010年（平成22年）には千葉県学校体育優良校となった。

### 年表
- 1982年（昭和57年）4月1日 - 市原市立国分寺台西小学校として開校[5]。
- 1983年（昭和58年）3月 - 体育館を落成[5]。
- 1984年（昭和59年）
  - 3月 - 校舎を増築[5]。
  - 4月28日 - クスノキを植樹[5]。
- 1989年（平成元年）4月1日 - 学区を分離し市原市立国分寺台東小学校が開校[5]。
- 1991年（平成3年）
  - 3月 - 校舎を増築[5]。
  - 6月 - 千葉県教育委員会より姉妹州児童生徒交流事業の指定を受ける[5]。
- 1993年（平成5年）10月 - 耕作実習畑を設置[5]。
- 2008年（平成20年）4月 - さくら学級を開設[5]。
- 2014年（平成26年）4月 - さくら学級2組を開設[5]。

## 施設

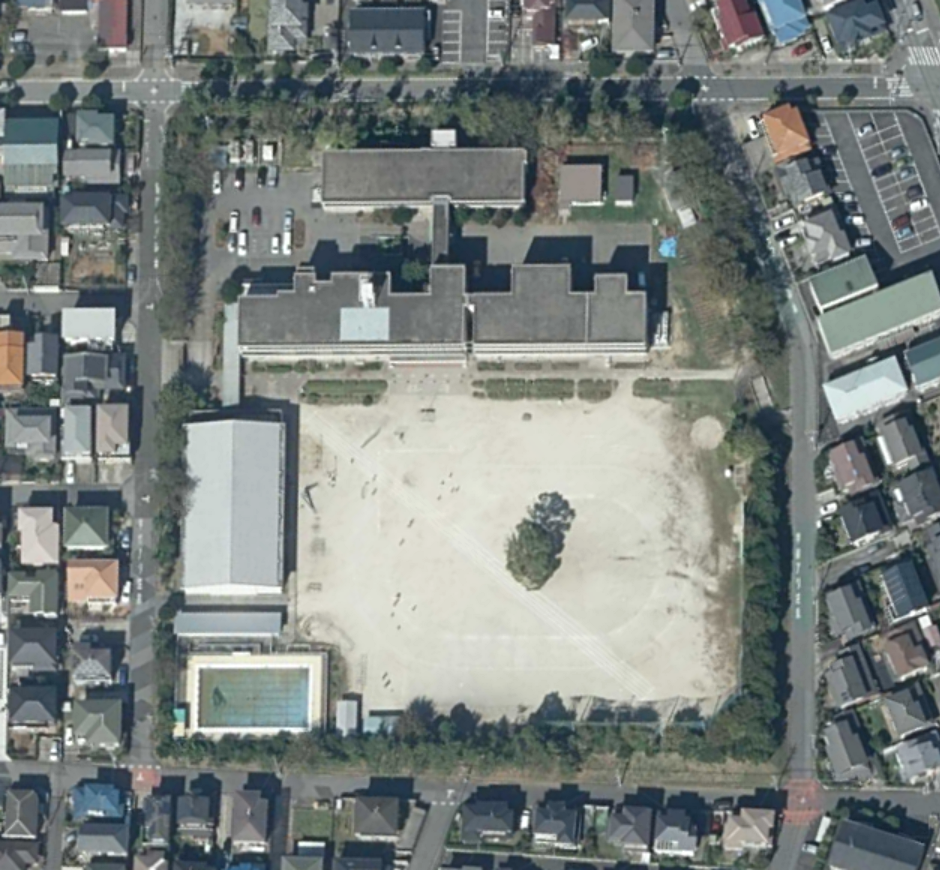
空中写真（2019年10月）

### 敷地
敷地の詳細は以下の通りである。
| 所在地     | 〒290-0072 千葉県市原市西国分寺台2丁目11番地1 |
| 所有者     | 市原市                                        |
| 敷地面積   | 20,990m2                                      |
| 用途地域   | 第一種低層住居専用地域                        |
| 指定建蔽率 | 50%                                           |
| 指定容積率 | 100%                                          |
| 取得価格   | 816,625,000円                                 |

### 建物
敷地内に以下の建物が存在する。
| 棟番号 | 棟名称        | 構造 | 階数 | 延床面積   | 建築年 | 耐震情報 | 備考     |
| ------ | ------------- | ---- | ---- | ---------- | ------ | -------- | -------- |
| 001    | 校舎-1        | RC造 | 3    | 2,022.00m2 | 1982年 | 新耐震   | IS値0.72 |
| 002    | 校舎-3        | RC造 | 3    | 1,001.00m2 | 1984年 | 新耐震   |          |
| 003    | 校舎-2        | RC造 | 2    | 875.00m2   | 1982年 | 新耐震   | IS値1.08 |
| 004    | 体育館        | RC造 | 1    | 802.00m2   | 1983年 | 新耐震   |          |
| 005    | 校舎-4        | RC造 | 3    | 465.00m2   | 1991年 | 新耐震   |          |
| 006    | 倉庫・物置    | 木造 | 1    | 83.00m2    | 1982年 | -        |          |
| 007    | 渡り廊下ー1   | RC造 | 2    | 53.00m2    | 1982年 | 新耐震   | IS値1.38 |
| 008    | 倉庫・物置    | S造  | 1    | 28.00m2    | 1995年 | -        |          |
| 009    | 倉庫・物置    | 木造 | 1    | 26.00m2    | 1982年 | -        |          |
| 010    | 倉庫・物置    | 木造 | 1    | 26.00m2    | 1986年 | -        |          |
| 011    | 便所・校舎ー4 | S造  | 2    | 22.00m2    | 1997年 | -        |          |
| 012    | 校舎-4        | RC造 | 1    | 8.00m2     | 1987年 | 新耐震   |          |

### 併設施設
- 国分寺台西小学校児童クラブ（学童保育）

## 規模
2023年（令和5年）4月1日現在の学校規模は以下の通りである。
| 児童数       | 531名    |
| 学級数       | 20学級   |
| 通学区域面積 | 1.724km2 |
| 通学区域人口 | 9,669人  |

## 諸活動

### 部活動
2015年（平成27年）に男女陸上部が児童生徒スポーツ賞を受賞している。

## 通学区域
以下の町丁字とその範囲を通学区域として指定している。
- 国分寺台中央5 - 7丁目
- 西国分寺台1 - 2丁目
- 北国分寺台1 - 5丁目
- 加茂
  - 住居表示未施行区域の全域
  - 住居表記施行区域の1 - 2丁目
- 根田
  - 住居表示未施行区域の一部
  - 住居表記施行区域の1 - 4丁目
- 山田橋2丁目の一部
- 惣社2丁目と3丁目のそれぞれ一部

## 通学区域内施設
通学区域内の主な施設は以下の通りである。
- 市原市立国分寺台西中学校
- 市原国分寺台西郵便局
- 北五井緑道
- せんどう国分寺台店

## 中学校区
1982年度 - 1986年度
- 市原市立国分寺台中学校

1987年度 -
- 市原市立国分寺台西中学校

## 隣接小学校区
- 市原市立市原小学校
- 市原市立五井小学校
- 市原市立白金小学校
- 市原市立国府小学校
- 市原市立国分寺台小学校
- 市原市立国分寺台東小学校

## アクセス
- 五井駅から徒歩36分
- 上総村上駅から徒歩23分
- 小湊鐵道バス
  - （五01系統）「飛日坂」で下車後、徒歩7分
  - （五22系統）「国分寺台中央」で下車後、徒歩3分